# Філіппо Фаббрі
Філіппо Фаббрі (італ. Filippo Fabbri; нар. 7 січня 2002, Сан-Марино, Сан-Марино) — санмаринський футболіст, центральний захисник клубу групи Б італійської Серії C «Ольбії» та національної збірної Сан-Марино.

## Клубна кар'єра
Вихованець академії «Чезени», у 2018 році перебрався в СПАЛ, де став капітаном команди U-17. Наступного року повернувся до «Романьї» та грав у чемпіонаті Данте Берретті, загалом отримав сім викликів до першої команди, проте жодного разу на поле не вийходив. У січні 2021 року відправився в оренду до кінця сезону в «Корреджезе» з Серії D, зіграв 12 матчів, усі в стартовому складі й допоміг своїй команді уникнути пониження в класі. Наступного року переїхав до Форлі, знову з четвертого дивізіону чемпіонату Італії, де майже завжди грав у стартовому складі та провів загалом 29 матчів, а його команда завершила чемпіонат на дев'ятому місці.
6 липня 2022 року вперше вирішив спробувати свої сили за межами Емілії-Романьї, став новим гравцем «Ольбії» на Сардинії, це був його перший досвід у Серії С. Підписав з вище вказаним клубом 2-річний контракт.

## Кар'єра в збірній
Виступав за юнацькі та молодіжну збірні Сан-Марино різних вікових категорій
У березні 2021 року отримав свій перший виклик до національної команди. 28 березня 2021 року дебютував у національній збірній Сан-Марино, вийшов на поле в стартовому складі у програному (0:3) матчі кваліфікації чемпіонату світу 2022 проти Угорщини. 25 березня 2022 року відзначився голом у програному (1:2) товариському матчі проти Литви, ставши 19-м гравцем збірної «Титанів», який відзначався у футболці національної команди щонайменше одним голом.

## Стиль гри
Зазвичай виступає на позиції центрального захисника, але також здатен зіграти праворуч у захисті.

## Статистика виступів

### Клубна
Станом на 9 травня 2024 року.
| Період              | Команда             | Чемпіонат           | Чемпіонат | Чемпіонат | Нац. кубок | Нац. кубок | Нац. кубок | Конт. кубок | Конт. кубок | Конт. кубок | Інші кубки | Інші кубки | Інші кубки | Загалом | Загалом |
| Період              | Команда             | Змаг.               | Матчі     | Голи      | Змаг.      | Матчі      | Голи       | Змаг.       | Матчі       | Голи        | Змаг.      | Матчі      | Голи       | Матчі   | Голи    |
| ------------------- | ------------------- | ------------------- | --------- | --------- | ---------- | ---------- | ---------- | ----------- | ----------- | ----------- | ---------- | ---------- | ---------- | ------- | ------- |
| січ.-лип. 2021      | «Корреджезе»        | D                   | 12        | 0         | -          | -          | -          | -           | -           | -           | -          | -          | -          | 12      | 0       |
| 2021-2022           | «Форлі»             | D                   | 29        | 0         | -          | -          | -          | -           | -           | -           | -          | -          | -          | 29      | 0       |
| 2022-2023           | «Ольбія»            | C                   | 24        | 1         | КІ-C       | 0          | 0          | -           | -           | -           | -          | -          | -          | 24      | 1       |
| 2023-2024           | «Ольбія»            | C                   | 16        | 1         | КІ-C       | 1          | 0          | -           | -           | -           | -          | -          | -          | 17      | 1       |
| Загалом за «Ольбію» | Загалом за «Ольбію» | Загалом за «Ольбію» | 40        | 2         |            | 1          | 0          |             | -           | -           |            | -          | -          | 41      | 2       |
| Усього за кар'єру   | Усього за кар'єру   | Усього за кар'єру   | 81        | 2         |            | 1          | 0          |             | -           | -           |            | -          | -          | 82      | 2       |

### У збірній

#### По роках
Станом на 24 березня 2024 року
| Національна збірна | Рік     | Матчі | Голи |
| ------------------ | ------- | ----- | ---- |
| Сан-Марино         | 2021    | 11    | 0    |
| Сан-Марино         | 2022    | 5     | 1    |
| Сан-Марино         | 2023    | 7     | 0    |
| Сан-Марино         | 2024    | 2     | 0    |
| Загалом            | Загалом | 25    | 1    |

#### По матчах
| Дата       | Місто                  | Господарі         | Результат | Гості               | Турнір                                | Голи | Примітки |
| ---------- | ---------------------- | ----------------- | --------- | ------------------- | ------------------------------------- | ---- | -------- |
| 28-3-2021  | Серравалле             | Сан-Марино        | 0 – 3     | Угорщина            | Відбір до ЧС 2022                     | -    | 20'      |
| 31-3-2021  | Серравалле             | Сан-Марино        | 0 – 2     | Албанія             | Відбір до ЧС 2022                     | -    |          |
| 28-5-2021  | Кальярі                | Італія            | 7 – 0     | Сан-Марино          | товариський матч                      | -    |          |
| 1-6-2021   | Приштина               | Косово            | 4 – 1     | Сан-Марино          | товариський матч                      | -    | 58'      |
| 2-9-2021   | Андорра-ла-Велья       | Андорра           | 2 – 0     | Сан-Марино          | Відбір до ЧС 2022                     | -    |          |
| 5-9-2021   | Серравалле             | Сан-Марино        | 1 – 7     | Польща              | Відбір до ЧС 2022                     | -    | 66'      |
| 8-9-2021   | Тирана                 | Албанія           | 5 – 0     | Сан-Марино          | Відбір до ЧС 2022                     | -    |          |
| 9-10-2021  | Варшава                | Польща            | 5 – 0     | Сан-Марино          | Відбір до ЧС 2022                     | -    | 52'      |
| 12-10-2021 | Серравалле             | Сан-Марино        | 0 – 3     | Андорра             | Відбір до ЧС 2022                     | -    |          |
| 12-11-2021 | Будапешт               | Угорщина          | 4 – 0     | Сан-Марино          | Відбір до ЧС 2022                     | -    |          |
| 15-11-2021 | Серравалле             | Сан-Марино        | 0 – 10    | Англія              | Відбір до ЧС 2022                     | -    |          |
| 25-3-2022  | Серравалле             | Сан-Марино        | 1 – 2     | Литва               | товариський матч                      | 1    |          |
| 28-3-2022  | Сан-Педро-дель-Пінатар | Кабо-Верде        | 2 – 0     | Сан-Марино          | товариський матч                      | -    |          |
| 2-6-2022   | Таллінн                | Естонія           | 2 – 0     | Сан-Марино          | Ліга націй УЄФА 2022-2023 - 1-й раунд | -    |          |
| 12-6-2022  | Та-Калі                | Мальта            | 1 – 0     | Сан-Марино          | Ліга націй УЄФА 2022-2023 - 1-й раунд | -    |          |
| 21-9-2022  | Серравалле             | Сан-Марино        | 0 – 0     | Сейшельські Острови | товариський матч                      | -    |          |
| 23-3-2023  | Серравалле             | Сан-Марино        | 0 – 2     | Північна Ірландія   | Відбір до ЧЄ 2024                     | -    |          |
| 26-3-2023  | Любляна                | Словенія          | 2 – 0     | Сан-Марино          | Відбір до ЧЄ 2024                     | -    | 54' 73'  |
| 16-6-2023  | Парма                  | Сан-Марино        | 0 – 3     | Казахстан           | Відбір до ЧЄ 2024                     | -    | 82'      |
| 19-6-2023  | Гельсінкі              | Фінляндія         | 6 – 0     | Сан-Марино          | Відбір до ЧЄ 2024                     | -    |          |
| 14-10-2023 | Белфаст                | Північна Ірландія | 3 – 0     | Сан-Марино          | Відбір до ЧЄ 2024                     | -    |          |
| 17-10-2023 | Серравалле             | Сан-Марино        | 1 – 2     | Данія               | Відбір до ЧЄ 2024                     | -    | 70' 88'  |
| 17-11-2023 | Астана                 | Казахстан         | 3 – 1     | Сан-Марино          | Відбір до ЧЄ 2024                     | -    | 88'      |
| 20-3-2024  | Серравалле             | Сан-Марино        | 1 – 3     | Сент-Кіттс і Невіс  | товариський матч                      | -    |          |
| 24-3-2024  | Серравалле             | Сан-Марино        | 0 – 0     | Сент-Кіттс і Невіс  | товариський матч                      | -    |          |
| Усього     |                        | Матчів            | 25        |                     | Голів                                 | 1    |          |